# Asistent papežského stolce

Erb asistenta papežského trůnu

Asistent papežského stolce (nebo také asistent papežského trůnu, italsky Assistente al Soglio Pontificio) je papežské vyznamenání a úřad v papežské domácnosti. Používá se jako titul v katolické církvi.

## Historie
Asistenti měli k papeži stejný vztah jako kanovníci katedrály ke svému biskupovi. Při slavnostních ceremoniích tito preláti, ozdobení kopulí a mitrou, obklopovali papežský trůn. Ostatní biskupové neměli tu čest být v bezprostřední blízkosti.
Pokud nebylo stanoveno jinak, všichni pomocníci papežského trůnu okamžitě vstoupili do papežské šlechty s titulem římského hraběte. Nositelé tohoto titulu byli řazeni bezprostředně pod kardinálské kolegium a byli zároveň hrabaty Apoštolského paláce. Katoličtí patriarchové byli asistenty ex officio.
Měli privilegium sloužit mše v soukromých oratořích a disponovat určitou částí svých biskupských beneficií ve prospěch kleriků nebo jejich příbuzných, případně je vyčlenit na jejich pohřeb. Patřili také k papežskému dvoru.
22. května 1862, během kanonizačního obřadu šestadvaceti japonských mučedníků, povýšil papež Pius IX. všechny přítomné biskupy do hodnosti asistenta papežského prahu. Ruggero Luigi Emidio Antici Mattei byl 8. ledna 1866 jmenován děkanem asistentů papežského prahu poté, co ho papež Pius IX. jmenoval patriarchou latinského konstantinopolského patriarchátu. 17. června 1867 během oslav 1800. výročí mučednické smrti svatých Petra a Pavla povýšil papež Pius IX. všechny přítomné biskupy do hodnosti asistentů papežského stolce.

### Reforma Pavla VI.
Jako šlechtický titul se nepoužívá od 28. března 1968, kdy papež Pavel VI. vydal motu proprio Pontificalis Domus, kterým reformoval papežský dvůr, přejmenoval jej na papežský dům a zrušil všechny předchozí šlechtické tituly.
Nicméně titul je zvláštní papežské vyznamenání a čestný úřad v papežské rodině, a zachoval se i po reformě papežské domácnosti papežem Pavlem VI (Motu proprio Pontificalis domus, 1968). Používá se nad rámec čestného titulu i při slavnostních nenáboženských obřadech papeže.
Motu proprio uvádí v §7 a §9:
„Asistenti trůnu jsou ve službách prefekta Apoštolského paláce. Mají poskytovat čestné služby papežovým hostům při slavnostních nenáboženských obřadech, o nichž pojednává oddíl 4; §3. Zejména budou dohlížet na to, aby různé služby, které jsou určeny laickým členům 'papežské rodiny', byly vykonávány v řádném pořadí.“
Nenáboženské obřady jsou popsány v §3 takto:
„Nenáboženské obřady se dělí na oficiální audience, například když papež přijímá krále, hlavy států, předsedy vlád nebo ministry zahraničí, nebo když přijímá diplomatické zástupce, aby předali své pověřovací listiny Apoštolskému stolci, a na audience neoficiálního charakteru.“
Vyznamenaní duchovní mají právo nosit ve svém erbu po 10 střapcích (fiocci), podobně jako titulární arcibiskup pro hac vice. V dřívějších dobách se s tímto vyznamenáním spojovala důstojnost „římského hraběte“ (Conte Romano).
Zatímco tradičně byl čestný úřad přístupný pouze duchovním, podle Motu proprio z roku 1968 by měl být napříště vyhrazen laikům. V roce 1983 byl však do ní jmenován například i biskup Rudolf Graber z Regensburgu.

## Nositelé titulu

Erb arcibiskupa Marcela Levebvra s heraldickou výzdobou papežského asistenta trůnu

Chronologický seznam držitelů titulů s rokem jmenování:
- 1675 Orazio Mattei
- 1689 Sebastiano Antonio Tanara, kuriální kardinál a kardinál děkan
- 1692 Giacomo Antonio Morigia, florentský arcibiskup do roku 1699, arcikněz baziliky Santa Maria Maggiore od roku 1699 do roku 1701, biskup v Pavii od roku 1701.
- 1693 Federico Caccia, milánský arcibiskup do roku 1699, od roku 1695 kardinál
- 1700 Francesco Pignatelli, od roku 1703 neapolský arcibiskup
- 1706 Ferdinando Nuzzi
- 1706 Lodovico Pico della Mirandola
- 1713 Pietro Luigi Carafa
- 1718 Camillo Cibo
- 1725 Niccolò Coscia, kardinál
- 1728 Giuseppe Maria Feroni
- 1731 Giuseppe Spinelli
- 1759 Ferdinando Maria de Rossi
- 1760 Giovanni Carlo Boschi, titulární arcibiskup v Athénách, pozdější kardinál kurie
- 1766 Giovanni Battista Caprara, apoštolský nuncius v Kolíně nad Rýnem
- 1777 Alessandro Mattei, arcibiskup z Ferrary, kardinál 1779
- 1789 Cesare Brancadoro, titulární arcibiskup nisibiský a apoštolský nuncius v Rakouském Nizozemí, od roku 1803 arcibiskup ve Fermu
- 1800 Michele Di Pietro
- 1826 Ignazio Giovanni Cadolini, biskup z Cervie, později kardinál
Giacomo Luigi Brignole
- 1835 Moritz Fabian Roten, sionský biskup
- 1839 Louis-Jacques-Maurice de Bonald, kardinál, arcibiskup z Lyonu
- 1839 Wilhelm Emmanuel von Ketteler, mohučský biskup
- 1840 Joseph Bernet, arcibiskup z Aix, později kardinál
- 1842 Charles-Auguste-Marie-Joseph de Forbin-Janson
- 1843 Raffaele Fornari, apoštolský nuncius, později kardinál kurie
- 1845 Giovanni Brunelli, papežský diplomat, později kardinál kurie
- 1845 Sisto Riario Sforza, neapolský arcibiskup a kardinál
- 1846 Domenico Lucciardi, kuriální biskup, později kardinál[4]
- 1847 Innocenzo Ferrieri, papežský diplomat, později kardinál kurie
- 1848 Enrico Orfei, biskup z Ceseny, později kardinál a arcibiskup z Ravenny.
- 1854 Svatý Jan Nepomuk Neumann, biskup z Filadelfie
- 1854 Peter Joseph de Preux, sionský biskup
- 1854 Heinrich Förster, biskup z Breslau
- 1855 Giuseppe Andrea Bizzarri
- 1856 Anastasius Hartmann, apoštolský vikář v Bombaji[5]
- 1858 Lorenzo Barili, apoštolský nuncius ve Španělsku, pozdější kardinál kurie
- 1860 Nikolaus von Weis, biskup ze Speyeru
- 1866 Victor-Félix Bernadou, do roku 1867 biskup v Gapu, od roku 1867 arcibiskup v Sens, později kardinál
- 1875 Benoît-Marie Langénieux, arcibiskup z Remeše
- 1878 Camillo Siciliano di Rende, od roku 1879 arcibiskup v Beneventu
- 1879 Johannes Evangelist Haller, pomocný biskup v Trentu
- 1880 Adrien Jardinier, sionský biskup
- 1882 Johann Jakob Kraft, pomocný biskup v Trevíru
- 1886 Domenico Maria Jacobini, kardinál kurie
Franz Bernert, míšeňský prefekt
Antonius von Thoma, arcibiskup mnichovsko-freisingský
- 1894 Ignacy Łobos, biskup tarnovský
- 1895 Johann Joseph Friedrich Otto Zardetti, titulární arcibiskup Mocissus v Kappadokii a úředník Římské kurie
- 1896 Bernardo Herrera Restrepo, arcibiskup z Bogoty
- 1896 Michael Felix Korum, biskup z Trevíru
- 1896 Guillaume-Marie-Joseph Labouré, arcibiskup z Rennes
- 1898 Andrea Aiuti, kuriální biskup a kardinál, nuncius v Bavorsku a Portugalsku, apoštolský legát v Indii[6]
- 1899 Johannes Baptist Rößler, biskup ze St. Pöltenu
Petrus von Hötzl, augsburský biskup
- 1903 Friedrich Justus Knecht, pomocný biskup arcidiecéze Freiburg im Breisgau
- 1906 Maximilian Gereon Graf von Galen, pomocný biskup v Münsteru
- 1910 Josef Georg Németh, pomocný biskup v Csanádě
- 1916 Lajos Rajner, pomocný biskup v Ostřihomi
- 1917 Jan z Euch, apoštolský vikář v Dánsku
- 1917 Giuseppe Gamba, biskup z Novary, od roku 1923 arcibiskup turínský
Maximilian von Lingg, biskup augsburský
Angelo Paino, messinský arcibiskup
- 1924 Francis Mary Redwood, arcibiskup z Wellingtonu
- 1925 Alois Benziger, karmelitán, biskup z Quilonu v Indii[7]
- 1925 Raymund Netzhammer, emeritní arcibiskup Bukurešti
- 1925 Leopoldo Ruiz y Flóres, arcibiskup z Morelie
- 1926 Carlo Cremonesi, kuriální biskup, později kardinál[8]
- 1926 Augustinus Kilian, limburský biskup
- 1927 Franz Rudolf Bornewasser, biskup v Trevíru
- 1928 Ismael Perdomo Borrero, bogotský arcibiskup
- 1928 Giustino Sanchini, biskup z Fana
- 1928 Joseph Damian Schmitt, biskup z Fuldy
- 1929 John Joseph Swint
Alois Hudal, titulární biskup z Aely
Jan Poggenburg, münsterský biskup
- 1931 Hermann Wilhelm Berning, biskup z Osnabrücku, apoštolský vikář severoněmecké misie
Zikmund Felix von Ow-Felldorf, pasovský biskup
- 1932 Augustin Henninghaus, titulární biskup z Hypaepy, misionářský biskup v Číně
- 1932 Christian Schreiber, berlínský biskup
- 1933 Johannes Maria Gföllner, linecký biskup
- 1936 Joseph Patrick Lynch, dallaský biskup
- 1936 Giuseppe Pizzardo, kardinál kurie
Iuliu Hossu, biskup klužsko-gherlaský
- 1937 Konrad Graf von Preysing, berlínský biskup
- 1939 Henry J. Althoff
- 1939 Edward Daniel Howard
- 1943 Ferdinand Stanislaus Pawlikowski, biskup ze Štýrského Hradce-Seckau
- 1943 Johann Evangelist Müller, apoštolský vikář, stockholmský biskup
- 1944 Viktor Bieler, biskup v Sittenu
- 1946 Joseph Otto Kolb, bamberský arcibiskup
- 1947 Adalbero Fleischer, apoštolský vikář v Mariannhillu
- 1948 Simon Konrad Landersdorfer, pasovský biskup
Johann Baptist Dietz, biskup z Fuldy
Joseph Spina, titulární arcibiskup korintský
- 1949 Alfonso Castaldo, biskup z Pozzuoli, později arcibiskup neapolský a kardinál
- 1949 Michael Gonzi, arcibiskup maltský
- 1949 Thomas Joseph Toolen, biskup z Mobile
- 1953 Antonio María Barbieri, arcibiskup z Montevidea
- 1955 Urban John Vehr, denverský arcibiskup
- 1956 Peter Leo Ireton, biskup z Richmondu
- 1956 Peter Tatsuo Doi, tokijský arcibiskup
- 1956 Lorenz Jäger, arcibiskup z Paderbornu
- 1958 Edward Celestin Daly, biskup z Des Moines
- 1958 Michael Keller, münsterský biskup
- 1959 Thomas Arthur Connolly
- 1960 Heinrich Roleff, pomocný biskup v Münsteru
- 1960 Marcel Lefebvre, dakarský arcibiskup do roku 1962, od roku 1962 biskup v Tulle (r. 1988 ipso facto exkomunikován, r. 2009 exkomunikace sňata)
- 1961 Joseph Ferche, pomocný biskup v Kolíně nad Rýnem
- 1961 Joseph Freusberg, pomocný biskup ve Fuldě s rezidencí v Erfurtu
- 1961 Johannes Neuhäusler, pomocný biskup v mnichovsko-freisinský
- 1963 Ferdinand Piontek, titulární biskup v Barce, kapitulní vikář arcidiecéze Breslau se sídlem v Görlitz
- 1983 Rudolf Graber, biskup z Regensburgu